# Marga Wolf
Marga Wolf (eigentlich Maria Margarethe Wolf; * 19. Januar 1880 in Dresden; † 3. oder 4. Januar 1944 in Theresienstadt) war eine deutsche Ärztin, die Opfer des Holocaust wurde.

## Leben
Marga Wolf war eine Tochter des Bankiers und Kammerrates Alexander Alfred Wolf und seiner Ehefrau Bertha, geb. Hahn. Das ursprünglich jüdische Ehepaar Wolf war konvertiert und erzog seine Tochter Marga und deren Geschwister im evangelischen Glauben.
Marga Wolf wurde Johanniterlehrschwester, holte dann im Alter von 27 Jahren das Abitur nach und studierte in Freiburg im Breisgau, Jena, Leipzig und Tübingen Medizin. 1913 promovierte sie in Tübingen. Während des Ersten Weltkriegs leitete sie ein Seuchenlazarett an der Russlandfront. Nach dem Krieg kam sie nach Stuttgart und übernahm dort 1919 für einige Zeit die Leitung des Charlottenhauses für Wöchnerinnen und unterleibskranke Frauen e.V., das inzwischen den Namen „Klinik Charlottenhaus“ trägt. 1920 eröffnete sie im dritten Stock der Charlottenstraße 21 A eine Frauen- und Kinderarztpraxis.
Marga Wolf leistete unentgeltliche Arbeit in Stuttgarter Kinderheimen. Arme behandelte sie kostenlos. An der Volkshochschule Stuttgart gab sie acht Jahre lang Fachkurse in Gesundheitslehre. Ihre Praxis verlegte sie im Jahr 1931 in die Charlottenstraße 1, ein Gebäude direkt neben dem Wilhelmspalais. Von den acht Zimmern, über die sie dort verfügte, nutzte sie vier für die Praxis und vier gemeinsam mit ihrer Freundin Elisabeth Schröder, einer Lehrerin, für Wohnzwecke. Die Praxis war mit Höhensonne, Diathermie und Röntgenapparat ausgestattet.
1933 wurde ihr nach der Machtergreifung der Nationalsozialisten die Kassenzulassung entzogen. Ihre wirtschaftliche Lage verschlechterte sich dadurch. 1935 zog sie in die Blücherstraße 6, wo für die Praxis nur noch ein einzelnes Zimmer genutzt werden konnte. Am 1. Oktober 1938 musste sie aus der Ärztekammer ausscheiden. Ein Umzug in den Stälinweg 22 folgte. Elisabeth Schröder, die als Beamtin nicht im selben Haushalt wie eine „Jüdin“ hätte leben dürfen, ließ sich in den Ruhestand versetzen. Spätestens 1941 lebten die beiden Frauen allerdings nicht mehr zusammen; Marga Wolf war in die Felix-Dahn-Straße 73 in Degerloch gezogen, Elisabeth Schröder zu ihrem Bruder nach Cannstatt. Der Grund für diese Trennung lag in dem Protest einer Mitbewohnerpartei im Stälinweg gegen die „jüdische“ Hausbewohnerin Wolf. Aus der Felix-Dahn-Straße zog Marga Wolf ins Königsträßle 42 in Degerloch. Vermittelt hatte diesen neuen Wohnsitz die Pfarrersfrau Inge Vorster, deren Kinder Marga Wolf, die den Judenstern tragen musste, beim Gang in den Gottesdienst begleiteten, um sie vor Anfeindungen durch die Nazis zu schützen.
Marga Wolf erhielt vom Pfarrer der reformierten Gemeinde in Stuttgart Kurt Müller und seiner Ehefrau Elisabeth Müller das Angebot, bei Bekannten unterzutauchen und so zu versuchen, die Zeit des Nationalsozialismus zu überleben. Sie verzichtete jedoch darauf, weil sie ihre Helfer nicht in Gefahr bringen wollte und glaubte, ihren Leidensgenossen als Ärztin Hilfe leisten zu können. Mit der Betreuung der Juden, die vom Sammellager auf dem Killesberg aus deportiert werden sollten, betraut, wurde sie schließlich selber abtransportiert. Gegen Marga Wolfs Deportation hatten verschiedene Personen Einspruch erhoben. Mütter, deren Kinder Marga Wolf behandelt hatte, schickten Bittschriften an hohe Stellen, der Direktor Hans Walz von Bosch unternahm den Versuch, sie als Ärztin für die Fremdarbeiterinnen in der Firma anzufordern, und Pfarrer Müller versuchte eine „arische“ Großmutter in ihrem Stammbaum nachzuweisen, um sie zu retten. Alle diese Versuche scheiterten. Auch ein juristisches Anfechtungsverfahren nach der Deportation Marga Wolfs hatte keinen Erfolg.
Marga Wolf führte ihre private Praxis bis unmittelbar vor ihrer Deportation. Um etwa 43.000 Reichsmark Judenvermögensabgabe zahlen zu können, hatte sie einen großen Teil ihrer Wertpapiere verkauft. Als Erben hatte die unverheiratete und kinderlose Frau testamentarisch den Stadtpfarrer A. Vaas und den Arzt Albrecht Schröder bestimmt; nach ihrer Deportation wurde allerdings ihr Eigentum von den Nationalsozialisten beschlagnahmt. Als später das Erbe angetreten werden konnte, verzichtete Vaas auf seinen Anteil bis auf 100 Reichsmark, die für eine Jahrtagsstiftung verwendet wurden. Schröder schrieb später einen Artikel zum Gedenken an Marga Wolf, der im Württembergischen Ärzteblatt und in der Stuttgarter Zeitung veröffentlicht wurde.

## Deportation und Tod
Marga Wolf sollte unmittelbar vor ihrem Abtransport einen „Geisteskranken“, von dem man Störungen beim Transport befürchtete, töten, weigerte sich jedoch, dies zu tun. Sie wollte ein ärztliches Besteck mitnehmen, als sie am 17. Juni 1943 in das „Altersghetto“ Theresienstadt deportiert wurde, und ließ ihrem Bekannten Dr. phil. Walter Pfeiffer einen letzten Abschiedsgruß zukommen, einen Brief, den sie in ein Exemplar von Ina Seidels Buch Der Weg ohne Wahl einlegte. Der Brief, aus dem hervorgeht, dass auch der Klavierfabrikant Pfeiffer sich um die Rettung der Ärztin bemüht hatte, befindet sich heute im Staatsarchiv Stuttgart. Inge Vorster und Elisabeth Schröder begleiteten Marga Wolf zum Sammelplatz im jüdischen Gemeindehaus in der Hospitalstraße in Stuttgart, wo sie sich für den Transport zu melden hatte. Über ihr Schicksal in Theresienstadt berichteten mehrere Überlebende. Ihr wurde nicht nur das Arztbesteck abgenommen, sondern auch die Leber- und Eisenpräparate, auf die sie wegen Perniziöser Anämie angewiesen war, wurden eingezogen. Marga Wolf wusste, dass dies ihr Todesurteil bedeutete. Sie verschenkte Teile ihrer Lebensmittelrationen an Mitgefangene und erklärte, selbst nicht so viel zu brauchen. Am 11. November 1943 brach sie nach einem neunstündigen Stehappell zusammen. Sie erkrankte dann offenbar an einer Lungenentzündung. Laut einem Zeitungsausschnitt, den Dr. Walter Pfeiffer aufbewahrt hatte, starb sie am 4. Januar 1944 um 24 Uhr, nach anderen Quellen am 3. Januar 1944.

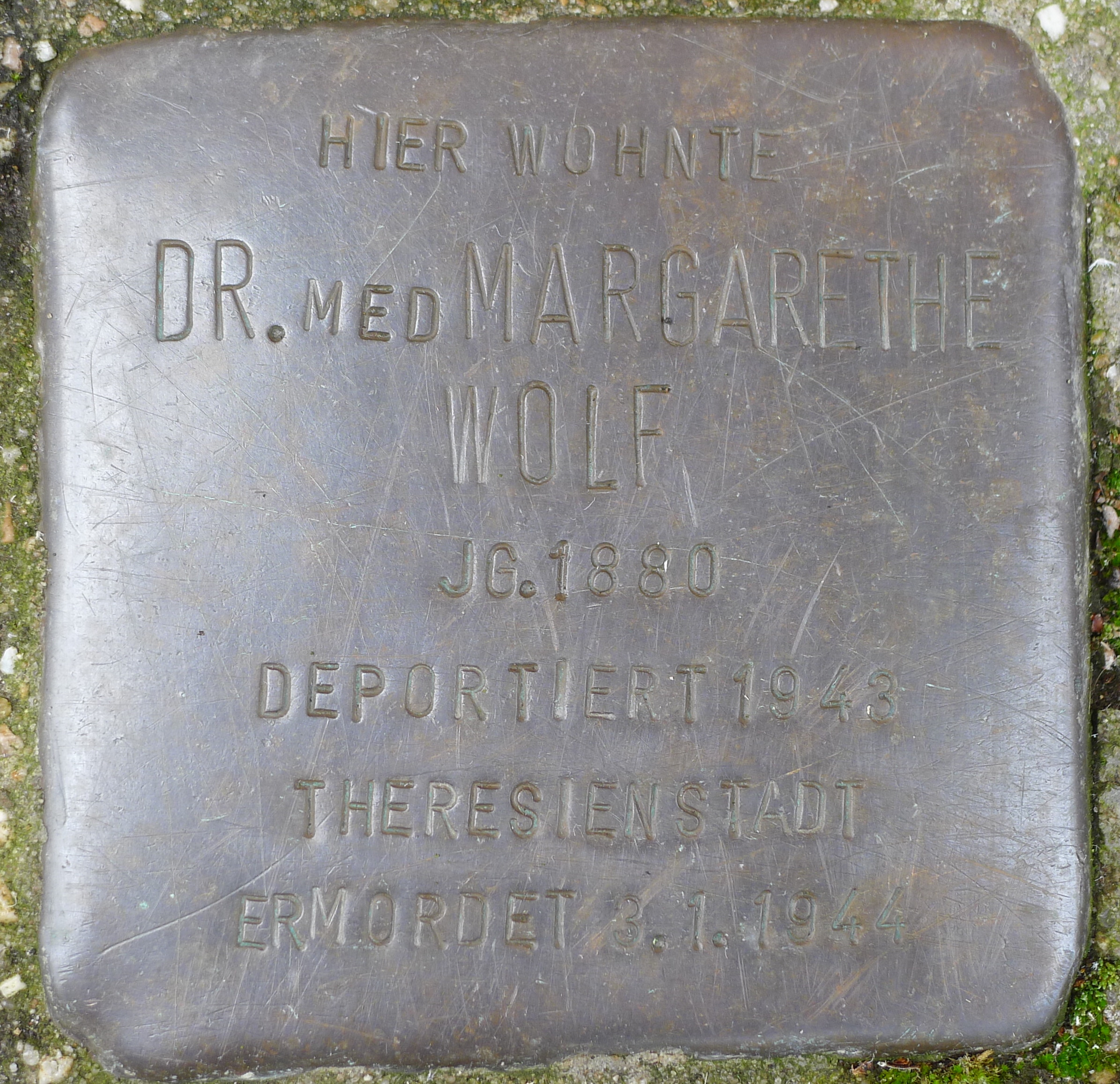
Stolperstein für Marga Wolf in Stuttgart

Vor einem ihrer Stuttgarter Wohnsitze erinnert ein Stolperstein an Marga Wolf.

## Publikation
- Die Säuglings-Sterblichkeit der Tübinger Poliklinik in den Jahren 1911 und 1912, Stuttgart 1913.